# قائمة التشغيل اللانهائية لنيك ونورا
قائمة التشغيل اللانهائية لنيك ونورا (بالإنجليزية: Nick & Norah's Infinite Playlist) هو فيلم رومانسية كوميدي أمريكي صدر عام 2008 من إخراج بيتر سوليت ومن بطولة مايكل سيرا وكات دينينجز. الفيلم من كتابة لوريني سكافاريا ومقتبس من رواية بنفس العنوان من تأليف رايتشيل كون وديفيد ليفيثان. تحكي القصة عن المراهقين نيك (سيرا) ونورا (دينينغز)، اللذان يلتقيان عندما تطلب نورا من نيك التظاهر بأنه حبيبها لمدة خمس دقائق. يمضي الاثنان الليلة في محاولة العثور على العرض السري لفرقتهم الموسيقية المفضلة في مدينة نيويورك والبحث عن صديقة نورا الضائعة.
دخل الفيلم حيز التطوير في عام 2003 عندما عثرت المنتجة كيري كوهانسكي روبرتس على رواية كوهن وليفيثان وقررت تحويلها لفيلم. تم التعاقد مع سكافاريا لكتابة السيناريو في عام 2005، ووقع سوليت على إخراج الفيلم في عام 2006. استغرق التصوير الرئيسي أكثر من 29 يومًا من أكتوبر إلى ديسمبر 2007، بشكل أساسي في مانهاتن وبروكلين بمدينة نيويورك.
عرض الفيلم لأول مرة في مهرجان تورونتو السينمائي الدولي بتاريخ 6 سبتمبر 2008، ثم صدر بدور السينما في 3 أكتوبر 2008. تلقى العمل مراجعات إيجابية من أغلب النقاد ووصلت إيرادته إلى 33.5 مليون دولار مقابل ميزانية إنتاج تقدر ب10 مليون دولار أمريكي.

## روابط خارجية
- الموقع الرسمي
- قائمة التشغيل اللانهائية لنيك ونورا  في قاعدة بيانات الأفلام على الإنترنت (بالإنجليزية)
- قائمة التشغيل اللانهائية لنيك ونورا على موقع أول موفي.
- Nick and Norah's Infinite Playlist في موقع بوكس أوفيس موجو.
- Nick and Norah's Infinite Playlist في روتن توميتوز.